# Aleksandra (wnuczka Heroda Wielkiego)
Aleksandra (ur. po 20 p.n.e.) – przedstawicielka dynastii herodiańskiej.
Była córką Fazaela II i Salampsio, córki Heroda Wielkiego. Data jej urodzenia jest nieznana; musiała przyjść na świat po 20 p.n.e., gdyż jest to najwcześniejsza możliwa data ślubu jej rodziców.
Aleksandra poślubiła Timiosa, Cypryjczyka. Przypuszcza się, że po ślubie zamieszkała z mężem na Cyprze. Dalsze losy Aleksandry nie są znane.